# Leukersdorf
Leukersdorf ist ein Ortsteil der Gemeinde Jahnsdorf/Erzgeb. im sächsischen Erzgebirgskreis.

## Geografie
Das doppelreihige Waldhufendorf Leukersdorf liegt im Westerzgebirge in einer flachen Talmulde des Leukersdorfer Baches, eines Nebengewässers der Würschnitz. In der Mitte des Ortes wird dieser von der Bundesautobahn 72 durchschnitten.

### Nachbarorte
| Ursprung    |                                             | Neukirchen |
|             | Kompassrose, die auf Nachbargemeinden zeigt |            |
| Seifersdorf | Pfaffenhain                                 | Jahnsdorf  |

## Geschichte

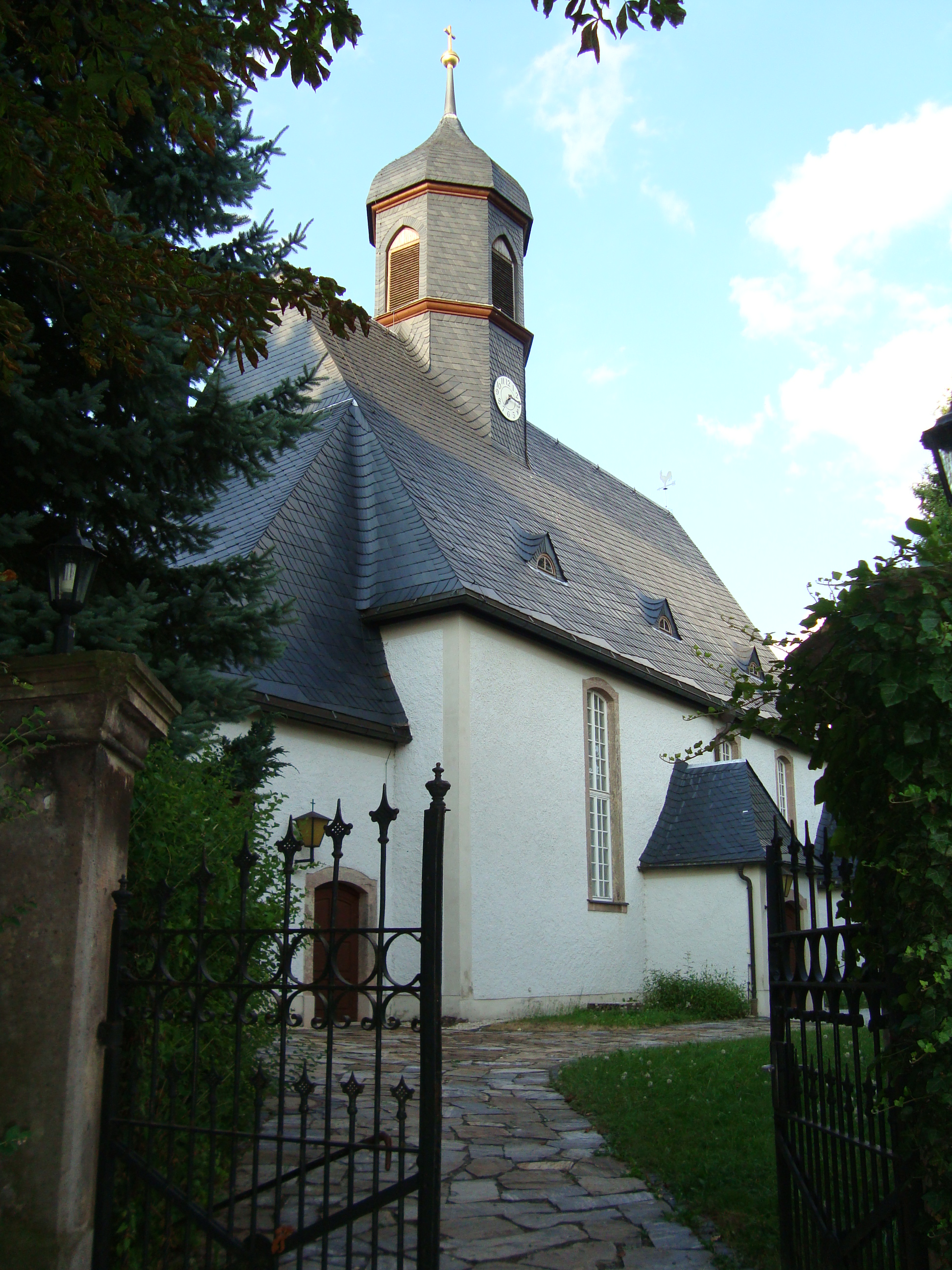
Dorfkirche Leukersdorf

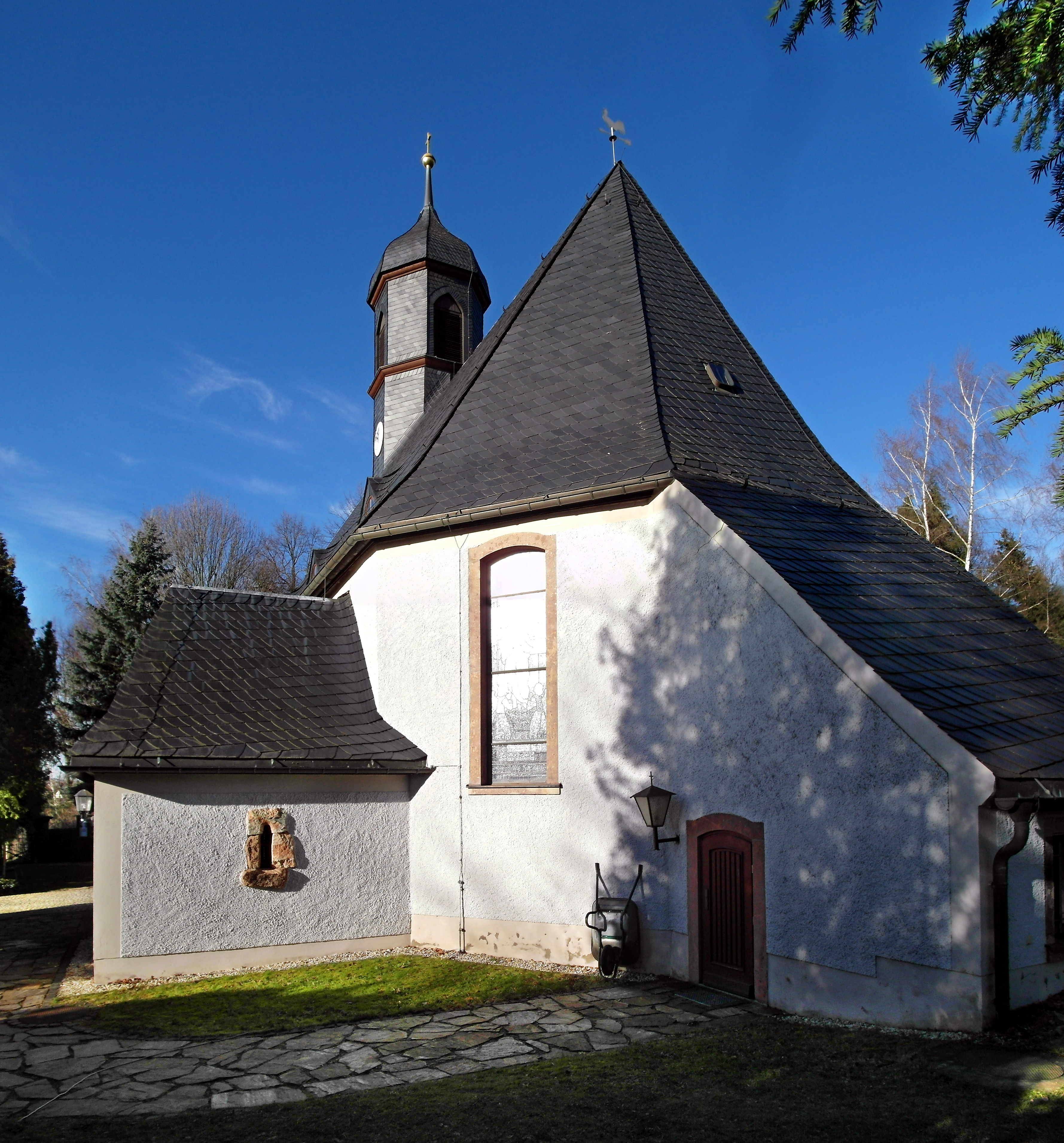
Dorfkirche Leukersdorf

Die Ersterwähnung des Dorfes erfolgt 1442 als Lutigersdorff, von 1486 ist die Schreibweise Leuckersdorff überliefert. Der Erbkretzschmar von Leukersdorf war vermutlich schon im 13. Jahrhundert durch die Herren von Waldenburg an das Zisterzienserkloster Grünhain geschenkt worden, während das Dorf unter die Hoheit des Benediktinerklosters Chemnitz gehörte. An letzteres waren Geldzinsen und Frohngelder für abgelöste Frondienste wie auch Naturalleistungen zu entrichten.
Das Lehngericht und Rittergut Leukersdorf wurde nach der Säkularisation des Klosters Grünhain im 16. Jahrhundert von Hans Kretschmar erworben, der damit auch die niedere Gerichtsbarkeit erlangte. August Schumann berichtet 1818 über Leukersdorf: 
Es hat 115 Häuser, 580 Einwohner, eine Tochterkirche von Neukirchen, 2 Mühlen, 14 Magazinhufen, und unter den Einwohnern viele Factore, Strumpfwirker und Leinweber, die viele Zelter- und Kittelleinwand weben. Hier ist auch ein Lehngericht, das mit den Obergerichten nach Grünhain gehört, seine eigenen Untergerichte und manche Vorreichte, auch 20 auf dessen Grund und Boden erbauete Häuser hat. Ein anderer Antheil von Leuckersdorf, mit 70 Einwohnern gehört auch unmittelbar unter das Amt Grünhain.
Die Vereinigung der bis dahin selbständigen Amtsgemeinde (Amt Chemnitz) und Gutsgemeinde (Amt Grünhain) zur Landgemeinde Leukersdorf erfolgte 1856/57, nachdem die Feudallasten im Rittergutsbezirk schon zuvor 1851 abgelöst worden waren.
Die 1782 erneuerte Dorfkirche mittelalterlichen Ursprungs war – wie von Schiffner erwähnt – Filialkirche von Neukirchen. Leukersdorf mit Pfaffenhain und Seifersdorf wurde 1859 zu einer selbstständigen Parochie erhoben. Die Kirche ist einschiffig mit zweigeschossiger Empore ausgeführt. Der Kanzelaltar stammt aus dem 18. Jahrhundert, der Flügelaltar von Peter Bräuer (1518). Die Orgel wurde 1863 von Christian Friedrich Göthel errichtet.
Der bis zum 30. Juni 1950 selbständige Ort Seifersdorf und der bis zum 31. Dezember 1973 selbständige Ort Pfaffenhain wurden nach Leukersdorf eingemeindet. Am 1. Januar 1999 erfolgte der Zusammenschluss mit Jahnsdorf zur Gemeinde Jahnsdorf.
Eine Städtepartnerschaft besteht mit Veitsbronn.
Seit 2007 gibt es im Ort ein evangelisches Gymnasium in freier Trägerschaft, seit 2018 auch eine Oberschule. 
Anfang 2018 gründeten Bewohner und Freunde von Leukersdorf den Heimatverein Leukersdorf e. V. 

### Entwicklung der Einwohnerzahl

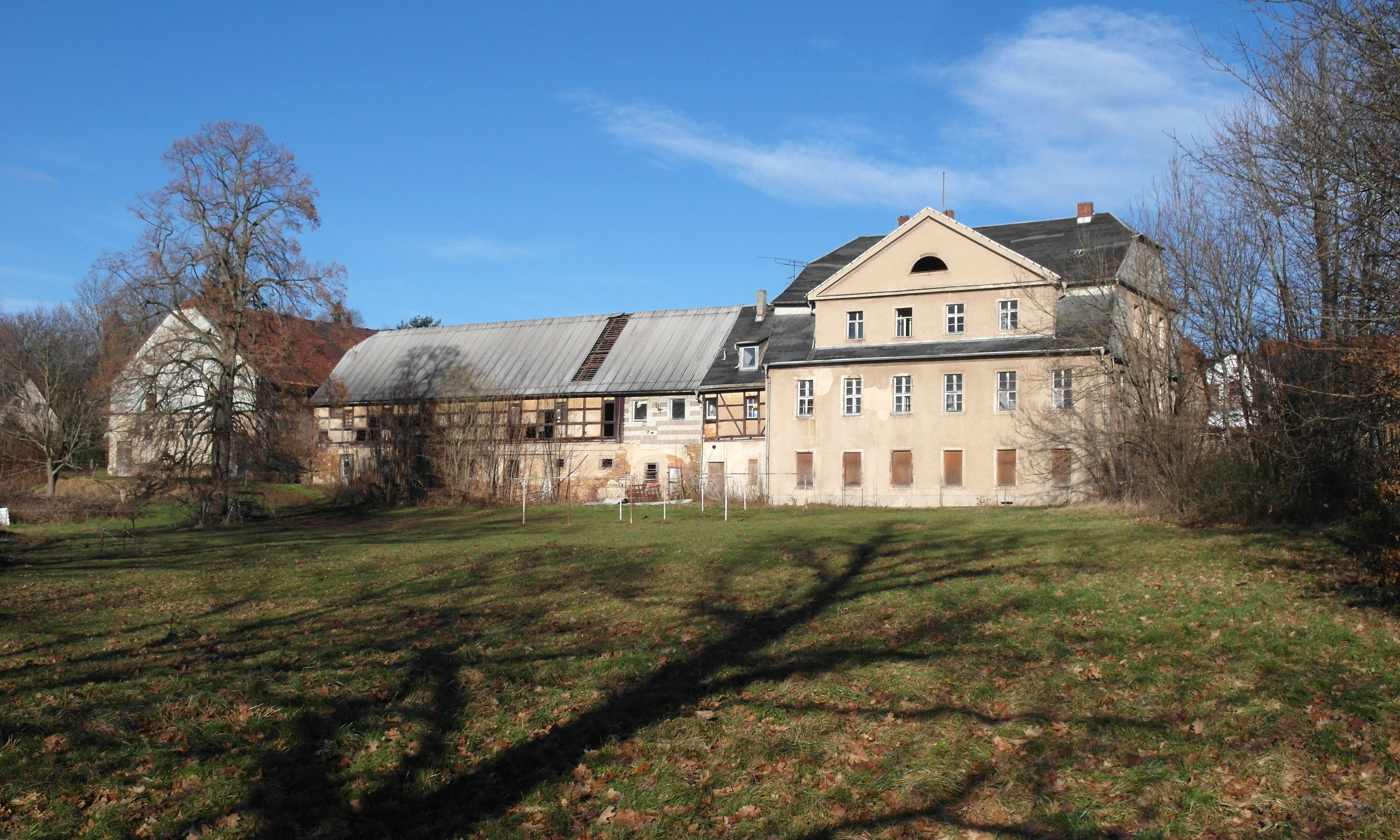
Rittergut Leukersdorf 2017

| Jahr | Einwohnerzahl                                         |
| ---- | ----------------------------------------------------- |
| 1551 | 31 besessene Mann, 2 Häusler, 78 Inwohner; 27 ½ Hufen |
| 1764 | 39 besessene Mann, 19 Häusler                         |
| 1834 | 1053                                                  |
| 1871 | 1739                                                  |

| Jahr | Einwohnerzahl |
| ---- | ------------- |
| 1890 | 1737          |
| 1910 | 1806          |
| 1925 | 1944          |
| 1939 | 2133          |

| Jahr | Einwohnerzahl |
| ---- | ------------- |
| 1946 | 2527          |
| 1950 | 2893          |
| 1964 | 2593          |
| 1990 | 2333          |
| 2011 | 1789          |